# Monotagma vaginatum
Monotagma vaginatum är en strimbladsväxtart som beskrevs av Hagberg. Monotagma vaginatum ingår i släktet Monotagma och familjen strimbladsväxter. Inga underarter finns listade.